# Johan Voskuijl
Johannes Hendrik Voskuijl, né à Amsterdam, le 15 janvier 1892 et mort dans cette même ville, le 27 novembre 1945 fut l'un des néerlandais venu en aide à la famille d'Anne Frank durant l'occupation allemande des Pays-Bas. Dans les premières versions du Journal d'Anne Frank, il est connu sous le nom d'Hans Vossen. Il est le père de Bep Voskuijl.

## Éléments biographiques
Johan Voskuijl et sa femme avaient huit enfants dont l’aînée était Bep Voskuijl qui travaillait depuis 1937 pour la fabrique d'Otto Frank, Opekta. Bep lui présenta son père qui comptable de formation ne pouvait plus assurer sa charge en raison de problèmes de santé. Il lui propose un poste de chef-magasinier. En 1942, lorsque la famille entre dans la clandestinité, c'est lui qui construira l'armoire dérobée dissimulant le passage vers l'annexe au 263 Prinsengracht. Parmi les magasinier, Johan Voskuijl était le seul à savoir que l'usine hébergeait en secret la famille Frank et les quatre autres clandestins. Le reste de la famille Voskuijl ignorait également tout de l'activité clandestine du papa et de Bep qui n'en parlait jamais à la maison.
En 1943, on lui diagnostique un cancer de l'estomac, il cesse alors de travailler. Le 4 août 1944, à la suite d'une délation dont l'auteur ne sera jamais identifié, les huit clandestins sont arrêtés par la Gestapo ainsi que Jo Kleiman et Victor Kugler, tous deux également dans la confidence et venant quotidiennement en aide aux clandestins.
Johan Voskuijl meurt à Amsterdam, le 27 novembre 1945. Otto Frank assiste à ses funérailles, le 1er décembre 1945.